# 張鵬
張 鵬（ちょう ほう、1420年 - 1491年）は、明代の官僚。字は騰霄、号は拙庵。本貫は保定府易州淶水県。

## 生涯
張榘の子として生まれた。1451年（景泰2年）、進士に及第した。山西道監察御史に任じられた。四事を上疏して、景泰帝に採用された。大同宣府巡按として出向し、「両鎮の軍士は粗末な衣服と食事で、病にかかっても薬がなく、死んでも棺もありません。軍士に医薬や棺を給与し、義塚を設け、祭日には酒食でもてなすようお願いします。死者は恩を被り、生者には励みとなることでしょう」と上奏した。景泰帝はこれを許可し、辺境各地でもこれを行わせるよう命じた。淮安府・揚州府の賦税の徴収を停止し、牛種を給与するよう上奏した。
1457年（天順元年）、同僚の楊瑄が石亨と曹吉祥を弾劾した。張鵬もまた劉泰・魏瀚・康驥とともに石亨と曹吉祥を非難する弾劾をおこなった。ともに罪を得て、獄に下された。御史たちの多くは左遷され、張鵬は楊瑄とともに一兵士として遼東の鉄嶺衛に流された。ほどなく広西の南丹衛に流された。1464年（天順8年）、成化帝が即位すると、北京に召還された。1465年（成化元年）、廷臣たちの推薦により、御史の官にもどされた。1466年（成化2年）、福建按察使に抜擢された。
1468年（成化4年）、右僉都御史となり、広西巡撫をつとめた。少数民族の反乱を殲滅して功績を挙げた。その冬、巡撫の官を解かれ、協理南京都察院事をつとめた。1471年（成化7年）、漕運総督をつとめ、淮揚四府巡撫を兼ねた。1472年（成化8年）、漕運総督の任を解かれ、巡撫の任に専念することになった。再び協理南京都察院事をつとめた。1474年（成化10年）、右副都御史に進み、寧夏巡撫をつとめた。1477年（成化13年）、北京に召還され、兵部右侍郎に転じた。1479年（成化15年）、兵部左侍郎に進んだ。
1482年（成化18年）3月、張鵬は兵部尚書となった。珠池を守る宦官の韋助が肇慶府・高州府・廉州府・瓊州府の交通の回復を請願したが、ちょうど守巡の官が反乱を討捕した。張鵬は取り上げる必要はないとした。成化帝は馬の管理に内侍を派遣しようとしたが、張鵬らはこれに反対した。大同に駐屯する宦官の汪直がダヤン・ハーンの侵入を警告し、北京からの援軍を要請した。張鵬らは大同の兵4万があれば対処に十分で、援軍を許可しないよう言上した。1484年（成化20年）春、張鵬は資政大夫の位を加えられた。冬、太子少保の位を加えられた。
張鵬は御史であったときには剛直で知られたが、大臣に上ってからは事なかれとなり、おのれの職分を守るのみで、閣臣の万安や劉吉らの専横を抑えることもできなかった。1485年（成化21年）、天文に異変があり、張鵬は属僚たちとともに武職にあって軍功のない宦官を全員召還するよう言上した。しかし張鵬は宦官を恐れてその意見を撤回してしまい、棚ざらしになってしまったため、当時の世論は張鵬を非難した。都察院は張鵬を不適任として弾劾した。閏4月、張鵬は致仕した。1487年（成化23年）、資徳大夫の位を受けた。1491年（弘治4年）6月、死去した。享年は72。諡は懿簡といった。